# 大井伊助 (家主)
大井 伊助（おおい いすけ、前名・蒼生治、1888年（明治21年）11月9日 - 没年不明）は、日本の資産家、家主、大阪府多額納税者。族籍は大阪府平民。

## 人物
大阪府・先代伊助の長男。府立市岡中学卒業。1938年に家督を相続し、蒼生治を改め襲名する。貸家業を営む。貴族院多額納税者議員選挙の互選資格を有する。紺綬褒章を賜る。趣味は読書、旅行。宗教は真宗。住所は大阪市大正区北泉尾町1丁目。

## 家族・親族
大井家
- 父・伊助[3]（1864年 - 1938年、地家主[1]、河内屋、大井土地代表社員[6]、質業[9]、大阪府多額納税者、昭和幼稚園創立者）
- 母・ヨウ（1872年 - ?、大阪、岡本清作の三女）[3]
- 弟・秀夫（1905年 - ?、大井土地出資社員、家主）[3]
- 妹
  - シヅ（1897年 - ?、家主・大井紋太郎の妻、分家）[1][3]
  - キヨ子（1904年 - ?、大阪、小野虎助の長男蒿太郞の妻）[3]
  - 貞江（1906年 - ?、貸家業・大井昇一の母）[3]
  - 幸子（1910年 - ?、大阪、於勢佐兵衛の妻）[3]
- 妻・シヅ（1892年 - ?、奈良、荻田元市の妹）[3][6]
- 長男・正一（1912年 - ?、大井ミツの養子[2]、貸家業[3]、学校法人 昭和幼稚園理事長、園長[10]）
- 二男・義夫（1920年 - ?、貸家業）[3]
- 三男・濱雄（1929年 - ?、貸家業）[3]

親戚
- 妹の夫・於勢佐兵衛[3]（綿帆布商、於勢商店社長）
- 妹の夫の父・小野虎助[3]（造船並びに海運業、小野商事代表社員、笠戸島船渠監査役）